# Linea Kintetsu Keihanna
La linea Kintetsu Keihanna (近鉄けいはんな線?, Kintetsu Keihanna-sen) è una linea ferroviaria a gestione privata che collega la città giapponese di Ōsaka con Nara passando per Ikoma. La maggior parte dei treni provengono e proseguono sulla linea Chūō della metropolitana di Osaka fino al capolinea di Cosmosquare. Per questo motivo la linea Keihanna è da considerarsi un'estensione di quest'ultima.
L'elettrificazione è a terza rotaia a 750v CC, caso unico nelle ferrovie Kintetsu e scelta specificatamente per essere compatibile con la linea Chuo (anch'essa elettrificata a terza rotaia).

## Percorso
| Num. | Stazione                               | km   | Collegamenti                                                                          | Posizione    | Posizione |
| ---- | -------------------------------------- | ---- | ------------------------------------------------------------------------------------- | ------------ | --------- |
| C23  | Nagata 長田                            | 0.0  | Linea Chūō (servizio diretto fino a Cosmosquare)                                      | Higashiōsaka | Osaka     |
| C24  | Aramoto 荒本                           | 1.2  |                                                                                       | Higashiōsaka | Osaka     |
| C25  | Yoshita 吉田                           | 3.0  |                                                                                       | Higashiōsaka | Osaka     |
| C26  | Shin-Ishikiri 新石切                   | 4.5  |                                                                                       | Higashiōsaka | Osaka     |
| C27  | Ikoma 生駒                             | 10.2 | Linea Kintetsu Nara Linea Kintetsu Ikoma Funicolare di Ikoma - (stazione di Toriimae) | Ikoma        | Nara      |
| C28  | Shiraniwadai 白庭台                    | 15.3 |                                                                                       | Ikoma        | Nara      |
| C29  | Gakken Kita-Ikoma 学研北生駒           | 16.1 |                                                                                       | Ikoma        | Nara      |
| C30  | Gakken Nara-Tomigaoka 学研奈良登美ヶ丘 | 18.8 |                                                                                       | Nara         | Nara      |

Lungo la linea sono anche presenti due posti di blocco intermedi, situati tra le stazioni di Ikoma e Shiraniwadai (PBI di Higashi-Ikoma al PKm 11.2) e tra Gakken-Kita-Ikoma e Gakken-Nara-Tomigaoka (PBI di Tomigaoka al PKm 17.9).
Sempre tra le stazioni di Gakken-Kita-Ikoma e Gakken-Nara-Tomigaoka vi è un piccolo fascio di ricovero scoperto per gli elettrotreni che percorrono la linea, siano essi di proprietà della Metropolitana di Osaka o delle ferrovie Kintetsu.